# 氷を売る親子
『氷を売る親子』（Ice Merchants）は、ジョアン・ゴンザレス監督による2022年の短編アニメーション映画である。家族愛を描いたこの14分の短編は第75回カンヌ国際映画祭の国際批評家週間でプレミア上映され、ポルトガル映画としては史上初めてライカ・シネ・ディスカバリー賞を獲得した。この他にも多くの国際映画祭で上映され、シカゴ国際映画祭ではゴールド・ヒューゴ短編アニメーション賞を受賞した。さらに第95回アカデミー賞短編アニメ賞にもノミネートされた。

## プロット
毎日パラシュートで崖の上の家から飛び降りて村へ氷を売る父子が描かれる。

## 受賞とノミネート
| 年   | 映画祭・賞                       | 部門                                   | 結果       |
| ---- | -------------------------------- | -------------------------------------- | ---------- |
| 2022 | カンヌ国際映画祭                 | ライカ・シネ・ディスカバリー賞         | 受賞       |
| 2022 | トロント国際映画祭               | IMDbProショート・カット映画賞          | ノミネート |
| 2022 | メルボルン国際映画祭             | 短編アニメ映画賞                       | 受賞       |
| 2022 | シカゴ国際映画祭                 | ゴールド・ヒューゴ短編アニメーション賞 | 受賞       |
| 2022 | ヨーロッパ映画賞                 | ヨーロッパ短編アニメ映画賞             | ノミネート |
| 2022 | バリャドリッド国際映画祭         | ゴールデン・スパイク短編映画賞         | ノミネート |
| 2022 | バリャドリッド国際映画祭         | シルバー・スパイク短編映画賞           | 受賞       |
| 2022 | バリャドリッド国際映画祭         | グリーン・スパイク短編映画特別賞       | 受賞       |
| 2022 | ヴィラ・ド・コンデ国際短編映画祭 | 映画国立コンペティション賞             | 受賞       |
| 2022 | ヴィラ・ド・コンデ国際短編映画祭 | 国際コンペティション観客賞             | 受賞       |
| 2023 | アカデミー賞                     | 短編アニメ賞                           | ノミネート |